# 阿姆斯特丹岛

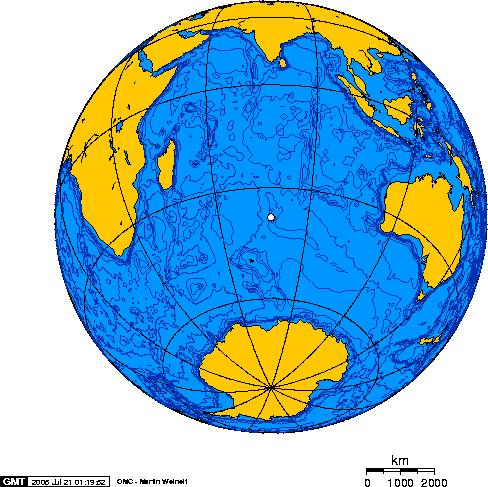
以阿姆斯特丹岛为中心的正图透影（orthographic projection）

阿姆斯特丹岛（法語：Île Amsterdam）是法屬南部領地的一个岛屿，位于印度洋中。
该岛属于火山岛，上次喷发在1792年，现今处于非活动期。该岛面积为55平方公里，最远两端相距10公里，島上最高點是海拔867米的Mont de la Dives。该岛为亚南极带岛屿中少有的有树木覆盖的岛屿之一。该岛由西班牙探险家胡安·塞巴斯蒂安·埃爾卡諾于1522年3月18日发现。当时未加命名，后由荷兰船长安东尼·范·迪门在1633年以他的船名命名，名字阿姆斯特丹也是荷兰首都，目前有25人居住。
2006年3月6日在该岛东南270公里处發生里氏6.2级海底地震。

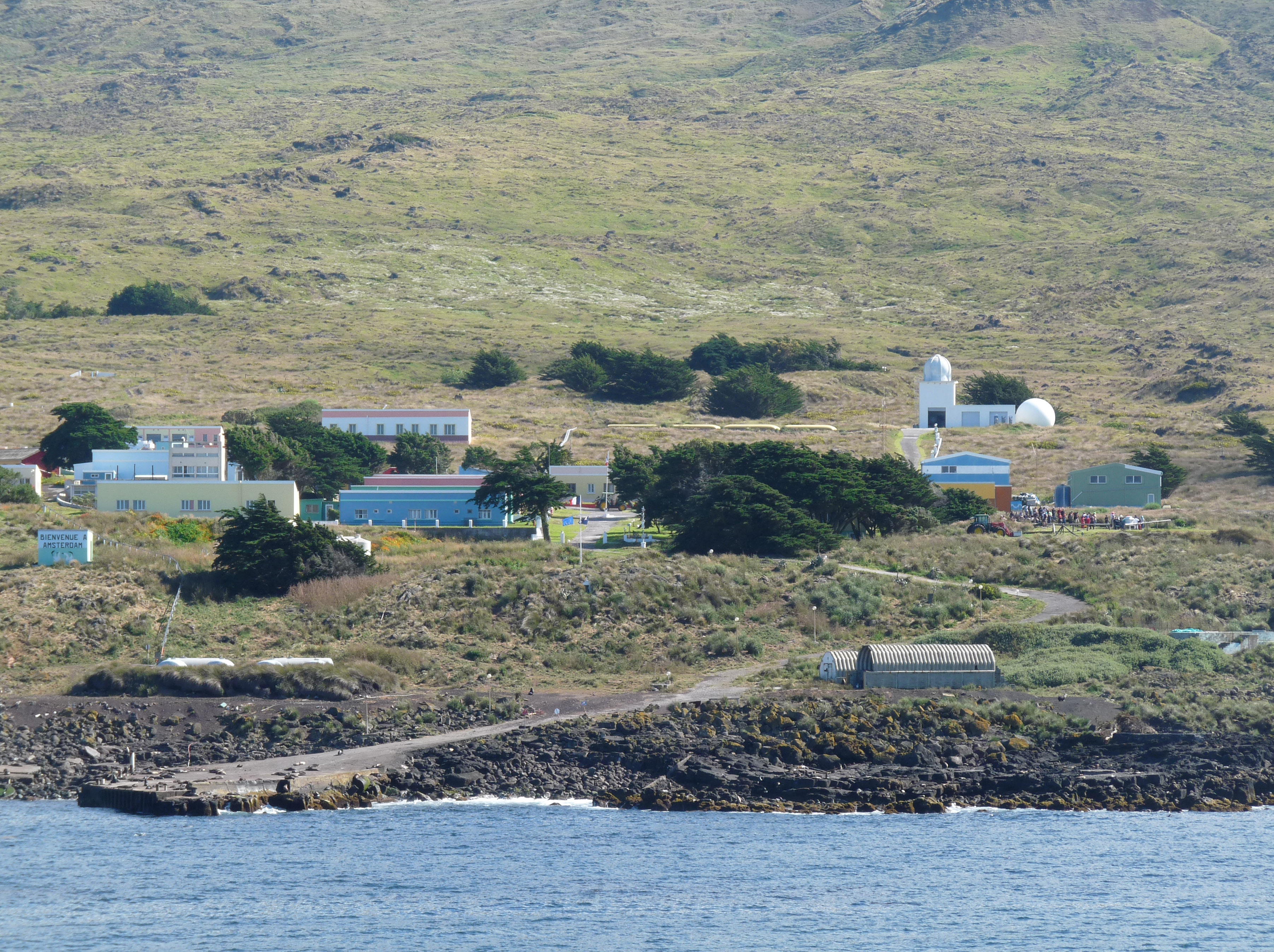
居民地
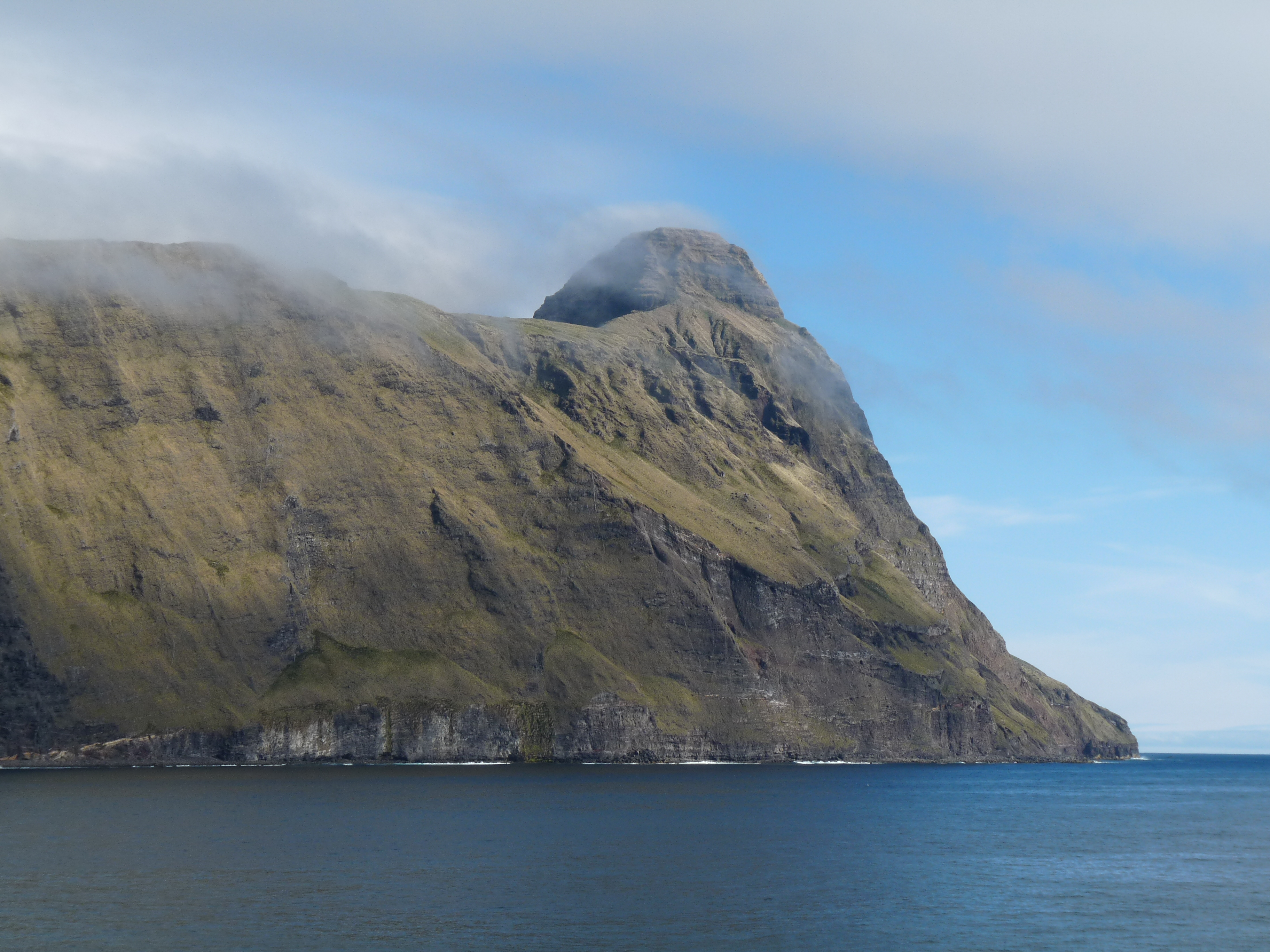
東端的峭壁
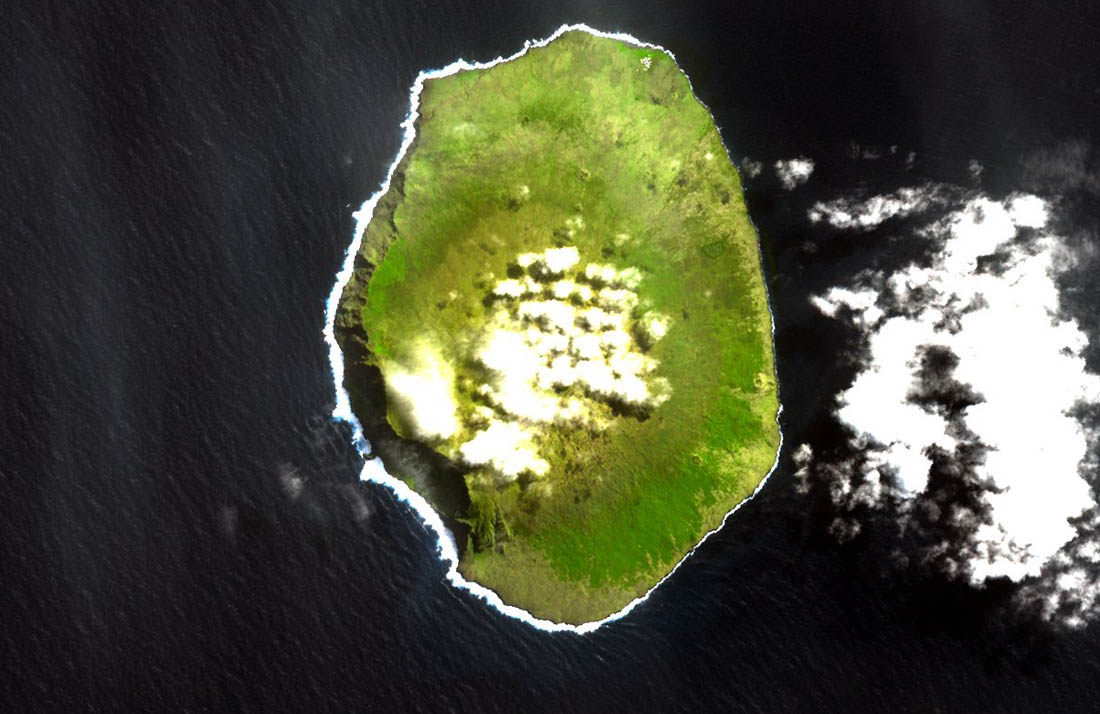
空拍阿姆斯特丹岛